# Runmarö
Runmarö es el nombre que recibe una isla que posee una superficie de 1500 hectáreas y geográficamente es parte del archipiélago de Estocolmo, en el país europeo de Suecia. Administrativamente es parte del municipio de Värmdö en la provincia de Estocolmo. Posee una población estimada en 300 personas.